# 호헌파 (핀란드)
호헌파(핀란드어: Perustuslailliset 페루스투슬라일리세트[*])는 핀란드 대공국에서 러시아 제국 황제(차르)의 권력을 제한하고자 했던 세력 중 하나다. 주로 부르주아 자유주의자들로 구성되었다.
호헌파의 주된 논지는, 핀란드는 과거 스웨덴의 지배를 받았던 시절 이미 헌법(1772년 스웨덴 헌법)이 입헌되어 입헌군주국이 되었다는 것이었다. 호헌파에 따르면 핀란드와 러시아는 한 나라가 아니고 그저 러시아 차르가 핀란드 대공 작위를 소유함으로써 동군연합을 구성하고 있는 것일 뿐이었다. 때문에 러시아 차르가 러시아에서는 어떠한 권력을 누릴지 몰라도, 입헌군주국인 핀란드에서는 입헌군주인 핀란드 대공으로서 헌법의 제한을 받아야 한다는 것이었다. 
청년 핀란드당 및 스웨덴 인민당에서 호헌파가 많이 나왔다. 한편 핀란드당은 핀란드의 생존을 위해서는 러시아에 대한 충성이 불가피하다고 여겼고, 핀란드와 러시아를 완전히 별개의 국가 사이의 동군연합으로 해석하지 않고 러시아 제국의 일부로서 자치권을 추구하는 "타협노선(myöntyväisyyslinjan)"을 걸었다.